# Tiếng Napoli
Tiếng Napoli (tiếng Napoli: napulitano; tiếng Ý: napoletano) là một ngôn ngữ của thành phố và vùng Napoli và Campania. Tên này cũng được dùng để chỉ các tiểu bản của nhóm ngôn ngữ Ý-Tây ở miền nam Ý. Ethnologue gộp những ngôn ngữ này thành một nhóm ngôn ngữ Rôman riêng rẽ gọi là Napoletano-Calabrese. Nhóm ngôn ngữ này được sử dụng ở phần lớn miền nam nước Ý, bao gồm các quận Gaeta và Sora ở Lazio, phần phía nam của Marche, Abruzzo, Molise, Basilicata, bắc Calabria, bắc và nam Apulia.

## Liên kết
- On line English–Neapolitan translation
- Websters Online Dictionary Neapolitan–English
- Ethnologue World linguistic classification
- Interactive Map of languages in Italy Lưu trữ ngày 7 tháng 11 năm 2005 tại Wayback Machine
- Neapolitan on-line radio station
- Neapolitan glossary on Wiktionary
- Italian-Neapolitan searchable online dictionary Lưu trữ ngày 6 tháng 10 năm 2001 tại Wayback Machine
- Grammar primer and extensive vocabulary for the Neapolitan dialect of Torre del Greco Lưu trữ ngày 5 tháng 12 năm 2012 tại archive.today
- Neapolitan Wikiprimer
- Neapolitan language and culture (in Italian)